# Тамга (налог)
Тамга — внутренний фискальный налог или пошлина, появившаяся в некоторых[каких?] странах средневекового Востока и на Руси после монгольского нашествия XIII века. 

## История
Тамга взималась со всех продаваемых товаров, как правило — деньгами. До 1653 года на Руси тамга взималась и с непроданных товаров за их транзит по территории государства.
Тамга была введена монголами в завоёванных восточных странах как единый универсальный налог. При пересечении купцами границ Монгольского государства специальные чиновники — тамгачи — оценивали ввозимые товары, взимали чётко оговоренный процент от их стоимости и в качестве отметки о завершении таможенных процедур ставили специальный родовой знак монгольских ханов — тамгу. Как фундаментальный торговый налог тамга взималась на территории всех улусов Монгольской империи: в китайской империи Юань, в Золотой Орде, в Чагатайском улусе, в иранском государстве ильхинов и в других местах. Процентная ставка тамги варьировалась и составляла от 3 до 10 %.
В России этот термин распространился примерно в XIII—XV веках. Местные торговцы либо вообще не выплачивали тамгу, либо платили её по сниженной ставке. Уклонение от уплаты тамги обозначалось словом «протаможье». Его происхождение связывают с глаголом «протамжить», в значении «провиниться с неуплатой тамги». В письменных памятниках он встречается начиная с XV века. От заимствованного из тюркских языков древнерусского термина тамъга ведут происхождение современные слова таможня и таможенник. Так, в древнерусском языке зафиксировано слово таможъникъ в значении «татарский сборщик податей»; письменные сведения об этом относятся к 1267 году. По утверждению русского историка и государственного деятеля Дмитрия Толстого: «В обширном смысле тамга означала пошлину со всех продававшихся товаров, равно как привозившихся на рынок, с отвозившихся с него и привозившихся».